# Nausicaä (nhân vật anime và manga)
Nausicaä (/ˈnɔːsɪkə/; tiếng Nhật: ナウシカ Naushika, [naɯꜜɕi̥ka]) là nhân vật hư cấu của manga khoa học viễn tưởng dài tập Kaze no Tani no Nausicaä và bộ anime điện ảnh cùng tên do Miyazaki Hayao sáng tạo ra. Cô là nhân vật chính của câu chuyện lấy bối cảnh tương lai ở một Trái Đất hậu tận thế, nơi cô là công chúa của tiểu vương quốc Thung lũng gió. Xuyên suốt câu chuyện, cô là người thay mặt phụ vương đang trọng bệnh để đảm nhận trách nhiệm gánh vác vương quốc và kế vị ngai vàng của ông. Với lòng thương người và tình yêu cuộc sống, Nausicaä nghiên cứu hệ sinh thái của thế giới để hiểu rõ bản chất của một biển khơi đã bị tàn phá nặng nề kể bởi thảm thực vật và động vật hình thành từ sự kiện tàn phá cả thế giới trong bảy ngày.
Nausicaä là người có ý chí quyết tâm và tinh thần trách nhiệm. Bản tính thân thiện, dễ gần khiến bất cứ ai gặp cô cũng bày tỏ sự ngưỡng mộ và kính trọng. Cô cũng sở hữu một loại trực cảm cho phép cô giao tiếp với nhiều động vật. Nausicaä còn tham gia vào cuộc chiến tranh giành lãnh thổ giữa những vùng đất liền kề còn sót lại. Cô bắt đầu một cuộc hành trình quyết định đến sự tồn vong của nhân loại khi đảm nhận vai trò chỉ huy một lực lượng nhỏ.
Nhiều chuyên gia và người có niềm đam mê với manga đã phân tích về nhân vật. Nausicaä giành được giải Grand Prix lần thứ 7 của tạp chí Animage, và giải Grand Prix vào tháng 6 năm 1987, đứng ở vị trí thứ hai vào tháng 5 năm 1991 và trở lại vị trí thứ nhất vào tháng 12 năm 1992. Vào năm 2014, trang web IGN đã xếp cô ở vị trí thứ 9 trong số những nhân vật anime tuyệt nhất mọi thời đại, nói rằng "Cô là kiểu nhân vật thật thà, có sức hút, được mọi người yêu quý và kính trọng. Nhưng cô cũng là một chiến binh tài năng, có phần bất đắc dĩ".

## Phác thảo nhân vật
Mặc dù là một chiến binh lanh lợi, nhân vật Nausicaä của Miyazaki cũng là người có lòng nhân ái và yêu chuộng hòa bình. Cô có một khả năng thiên phú cho phép cô giao tiếp với những côn trùng khổng lồ và được ghi nhận là có thể trực cảm với động vật, con người, cũng như các sinh vật khác. Là một cô gái thông minh, Nausicaä thường khám phá ra những vùng đất ô nhiễm bủa vây thế giới. Cô cũng hay tiến hành những thí nghiệm khoa học để xác định bản chất và nguồn gốc thật sự của thế giới độc hại mà cô đang sống. Cô có thể thăm dò thế giới nhờ khả năng lái tàu lượn cải tiến gọi là Mehve được trang bị động cơ phản lực.

## Phát triển
Nausicaä có nguồn gốc từ chuyển thể anime bị hủy bỏ của Miyazaki Hayao lấy cảm hứng từ tác phẩm Rolf của Richard Corben, đây là một tác phẩm truyện tranh kể về công chúa Maryara của Vùng đất Canis cùng chú chó Rolf của cô. Miyazaki cũng phát hiện ra những nét tương đồng với truyện cổ tích Người đẹp và quái vật. Sự tương đồng đã truyền cho ông cảm hứng để sáng tạo ra một nhân vật có thể nêu bật chủ đề "sự tận tụy, đức hi sinh". Cảm thấy nàng công chúa của Corben "nhạt nhẽo", Miyazaki tưởng tượng ra "một thiếu nữ với cá tính mạnh mẽ, nhạy bén để làm nổi bật sự tương phản với người cha không còn năng lực". Nhân vật được Miyaki đặt tên rút gọn là "Yara" (ヤラ, yara), là một nàng công chúa "chịu đựng một số phận nghiệt ngã" khi phụ vương lâm bệnh thoái vị, trao cho cô toàn bộ trọng trách gánh vác vương quốc và buộc cô phải từ bỏ những ước muốn cá nhân. Ban đầu, nhân vật Yara sở hữu một chú chó "luôn đồng hành cùng cô từ khi còn nhỏ và đặc biệt quan tâm đến cô chủ của mình". Chú chó cưng này được tìm thấy trong nhiều bản phác thảo thiết kế của nhân vật Yara nhưng bị lược bỏ khi câu chuyện tiến triển. Thung lũng Canis cuối cùng đổi tên thành Thung lũng gió và chú chó cưng được thay thế bằng một chú sóc cáo hư cấu. Miyazaki định cho nhân vật Yara mặc quần ngắn và giày da đanh, để lộ đôi chân trần "để cô có thể thể hiện hiệu quả những hành động mạnh mẽ và cá tính năng động", nhưng ông từ bỏ ý định vì cảm thấy thật vô lý nếu để một cô gái hở chân trong một môi trường khắc nghiệt khi mà bối cảnh của cốt truyện trong suốt quá trình phát triển dần thay đổi so với ý tưởng ban đầu.
Yara thay đổi thành Nausicaä khi Miyazaki bắt đầu phát triển các nhân vật do ông tự nghĩ ra, sau khi kế hoạch chuyển thể dựa trên truyện tranh của Corben thất bại. Nhân vật trải qua một vài giai đoạn trung gian mà tại đó tên vẫn được giữ lại. Miyazaki rất thích cái tên "Nausicaä" và ông sử dụng nó để đổi tên nhân vật chính.
Cái tên này bắt nguồn từ công chúa Nausicaa xứ Phaeacia của sử thi Odyssey, người giúp đỡ nhân vật chính Odysseus. Nausicaa của sử thi Odyssey được "biết đến với tình yêu thiên nhiên và âm nhạc, trí tưởng tượng bay bổng và không màng đến của cải vật chất". Đó cũng là những gì mà Dani Cavallaro thấy ở nhân vật Nausicaä của Miyazaki. Miyazaki viết rằng ông cũng liên tưởng sâu sắc đến miêu tả nhân vật của Bernard Evslin trong tác phẩm Gods, Demigods and Demons do Kobayashi Minoru chuyển ngữ sang tiếng Nhật. Miyazaki bày tỏ sự thất vọng về việc không tìm thấy sự lộng lẫy huy hoàng ở nhân vật mà ông tìm thấy trong sách của Evlin khi ông đọc bài thơ gốc của Homer.

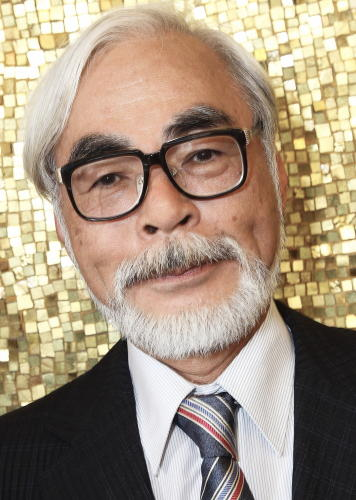
Miyazaki Hayao, nhà sáng tạo của Nausicaä

Một nguồn cảm hứng khác bắt nguồn từ nhân vật chính của một câu chuyện kể Nhật Bản thời kỳ Heian Mushi-mezuru Himegimi, một trong những truyện ngắn thuộc tuyển tập Tsutsumi Chūnagon Monogatari. Câu chuyện kể về một nàng công chúa luôn bị các bạn đồng trang lứa coi là lập dị vì mặc dù đã tới tuổi cập kê, cô vẫn dành thời gian ở thế giới bên ngoài để nghiên cứu về côn trùng hơn là gò ép bản thân vào những phép tắc và kỳ vọng của xã hội trong thời đại đó. Công chúa đặt câu hỏi tại sao những người khác chỉ nhìn thấy vẻ đẹp của bươm bướm mà không nhận ra vẻ đẹp và sự hữu ích của sâu bướm – tiền thân của bướm. Miyazaki lưu ý rằng phụ nữ ở thời kỳ Heian sẽ không được nhìn nhận như thời đại của chúng ta. Ông tự hỏi về số phận sau cùng của nàng công chúa đã không được giải thích trong những đoạn còn sót lại của các văn bản chưa hoàn chỉnh. Miyazaki nói rằng Nausicaa của Evlin làm ông liên tưởng đến nàng công chúa này, quyết định hai nhân vật "sẽ hợp nhất thành một và tạo thành câu chuyện".
Miyazaki cũng nói rằng Nausicaä là "kiểu người chịu ảnh hưởng bởi thuyết vật linh". Ông cảm thấy tầm quan trọng khi quyết định Nausicaä là nhân vật nữ vì điều đó cho phép ông tạo ra những nhân vật phản diện có phần phức tạp hơn. Ông nói rằng "Nếu chúng ta làm một câu chuyện phiêu lưu với nhân vật là nam, chúng ta sẽ không có lựa chọn nào khác ngoài việc bắt chước Indiana Jones, với một nhân vật phản diện kiểu quốc xã hoặc nhân vật nào đó là kẻ xấu trong mắt mọi người." Miyazaki nói Nausicaä "không phải là kiểu nhân vật chính đánh bại đối thủ mà là kiểu nhân vật chính có thể thấu hiểu, tiếp thu. Cô là một con người sống ở một chiều không gian khác. Một kiểu người như thế nên là phụ nữ chứ không phải là đàn ông." Khi được hỏi về "tầm nhìn và trí thông minh hơn người" của Nausicaä, "kỹ năng chiến đấu xuất sắc", cũng như khả năng lãnh đạo, bao gồm cả "vai trò của một vị cứu tinh," Miyazaki nói rằng ông muốn tạo ra một nữ anh hùng không phải là người "hoàn toàn bình thường"  "giống như bạn và những người xung quanh bạn."
Mối liên hệ của Nausicaä với gió được truyền cảm hứng từ những bản dịch của những quyển sách địa lý châu Âu thời Trung cổ, thời mà khả năng điều khiển được gió bị xem là "thuật phù thủy" và khiến nhiều người sợ hãi và kính nể. Cối xay theo mô tả của những cuốn sách là sử dụng để "lọc sạn và xay lúa," khiến cho Miyazaki cảm thấy ấn tượng. Lấy cảm hứng từ bộ truyện Earthsea của Ursula K. Le Guin, Miyazaki tạo ra khái niệm kaze tsukai (風使い) để thay thế cho "Master Windkey" của Guin, một khái niệm dịch sang tiếng Nhật là 風の司 (kaze no shi người điều khiển gió).
Miyazaki dự định làm cho Yara trở nên mềm mại, nữ tính hơn những nhân vật nữ khác, một nét đặc trưng của phác thảo nhân vật được tạo ra giữa năm 1980 và 1982. Tuy nhiên, ông nhận ra là ông không thể vẽ Nausicaä khỏa thân mà không cảm thấy có lỗi, nên ông thay đổi ý tưởng câu chuyện theo hướng "thiêng liêng" hơn. Khi Miyazaki vẽ Nausicaä với những tư thế "gợi cảm", giống như bìa của tạp chí Animage tháng 3 năm 1993 thể hiện nhân vật Nausicaä cười khi mặc một chiếc áo ba lỗ rách, ông từng nghĩ rằng "Nausicaa sẽ không bao giờ làm như vậy đâu," nhưng cuối cùng ông cũng vẽ như vậy. Ông nói rằng "Thế đấy, nếu tôi không vẽ cô ấy xinh đẹp thì sẽ có một vài vấn đề. Tôi đã nghĩ là tôi nên bình tĩnh lại và vẽ cô ấy một cách kiên trì, nhưng mỗi khi tôi vẽ cô ấy, khuôn mặt cô lại thay đổi ngay cả khi tôi rất cố gắng." Ông cảm thấy trong hơn 14 năm hoạt động của manga, thay vì cảm thấy Nausicaä thay đổi như một nhân vật thì ông trở nên thấu hiểu cô ấy hơn. Khi Miyazaki bị thúc ép phải vẽ Nausicaä cười cho bìa áp phích nhân vật, ông cảm thấy khó khăn vì "nó không hợp với tính cách của nữ chính chút nào." Ông không thích "thể hiện một Nausicaä quá rạng rỡ hoặc có dáng dấp của một nữ anh hùng điển hình," và thay vào đó tưởng tượng khi cô ấy ở một mình, cô sẽ bộc lộ "vẻ cực kì [...] nghiêm túc và đăm chiêu (nhưng không cau có, gắt gỏng). Ông cho rằng bản tính "u ám và dè dặt" sẽ được kiềm chế phần nào bởi sự nữ tính. Miyazaki tin rằng những nhân vật "cảm thấy có gì đó không được trọn vẹn [...] là những nhân vật có lòng vị tha nhất."
Kí tự kana mà Miyazaki sử dụng để viết tên Nausicaä, ナウシカ (nauʃika), tuân theo phiên âm mà Kobayashi sử dụng cho bản dịch tác phẩm của Evlin. Miyazaki thích phiên âm đó hơn là những phiên âm khác của tên gọi Nausicaä, ノシカ (noʃika) và ノジカ (noʒika). Trong tiếng Anh, tên Hi Lạp thường được phát âm thành /nɔːˈsɪkeɪ.ə/ nhưng trong soundtrack của bộ phim lại phát âm thành /ˈnɔːsɪkə/.
Helen McCarthy coi Shuna của Shuna no Tabi là nguyên mẫu của Nausicaä, và Dani Cavallaro cảm thấy Lara của Conan – Cậu bé tương lai và Clarisse của Rupan Sansei: Kariosutoro no Shiro cũng là nguyên mẫu của Nausicaä.

## Khái quát cốt truyện
Sau khi tìm thấy vỏ của một Ohmu trong lúc thu thập bào tử ở cánh rừng độc hại, Nausicaä đã giải cứu Sư phụ Yupa khỏi một Ohmu mà cô xoa dịu. Ngài Yupa đã tặng Nausicaä một con sóc cáo mà cô đặt tên cho nó là Teto. Khi trở lại Thung lũng gió, Obaba kể về huyền thoại Áo Choàng Xanh, người sẽ bước đi trên một cánh đồng vàng và mang lại sự sống cho Trái Đất. Ở đêm tiếp theo, một chiếc tàu bay từ Tolmekia đã bị côn trùng tấn công và đâm sầm xuống Thung lũng gió và Nausicaä kịp nghe những lời trăn trối của Lastel, công chúa của thành bang Pejite muốn phá hủy kiện hàng của tàu. Khi người dân của Thung lũng gió cố phá hủy những bào tử phát tán lên không trung từ cánh rừng độc hại, họ chú ý đến một con côn trùng khổng lồ bị thương được Nausicaä trấn an đã rút lui về rừng.
Kiện hàng của tàu bay từ Tolmekia, là một chiến thần đang chìm trong giấc ngủ, được người dân của Thung lũng gió thu hồi lại và họ ngay lập tức chứng kiến sự xuất hiện của nhiều tàu bay Tolmekia và xe tăng.  Phụ vương Jihl của Nausicaä bị quân Tolmekia giết chết. Đội tàu Tolmekia do công chúa Kushana lãnh đạo đã dự định thu hồi và thức tỉnh chiến thần nhằm sử dụng với mục đích thiêu trụi khu rừng độc hại. Obaba phản đối ý định này, nói rằng bất cứ ai cố phá hủy cánh rừng sẽ bị Ohmu trừng phạt và cánh rừng sẽ mọc tràn ra cả thị trấn và lan ra cả cơ thể con người. Tuy nhiên, để ngăn chặn một cuộc thảm sát, Nausicaä chấp nhận trở thành con tin của Kushana và tháp tùng Kushana để tái gia nhập lực lượng quân chủ lực Tolmekia tại thành bang Pejite, nơi đã bị quân đội Tolmekia chiếm đóng.
Trong suốt hành trình, họ đã bị hoàng huynh Asbel của công chúa Lastel tấn công. Anh gần như hủy diệt toàn bộ hạm đội và dường như đã bị giết. Mito, Nausicaä và Kushana đã sử dụng máy bay chiến đấu để chạy trốn và đáp xuống một cánh rừng. Nausicaä giao tiếp với Ohmu và phát hiện ra Asbel vẫn còn sống và cô sử dụng tàu lượn để giải cứu. Họ bị sa vào một bãi cát của khu rừng và phát hiện ra một thế giới không bị nhiễm độc phía dưới khu rừng. Nausicaä nhận ra rằng cây cối của khu rừng đã làm sạch đất đai và cung cấp nước sạch và không khí.

## Diễn viên lồng tiếng

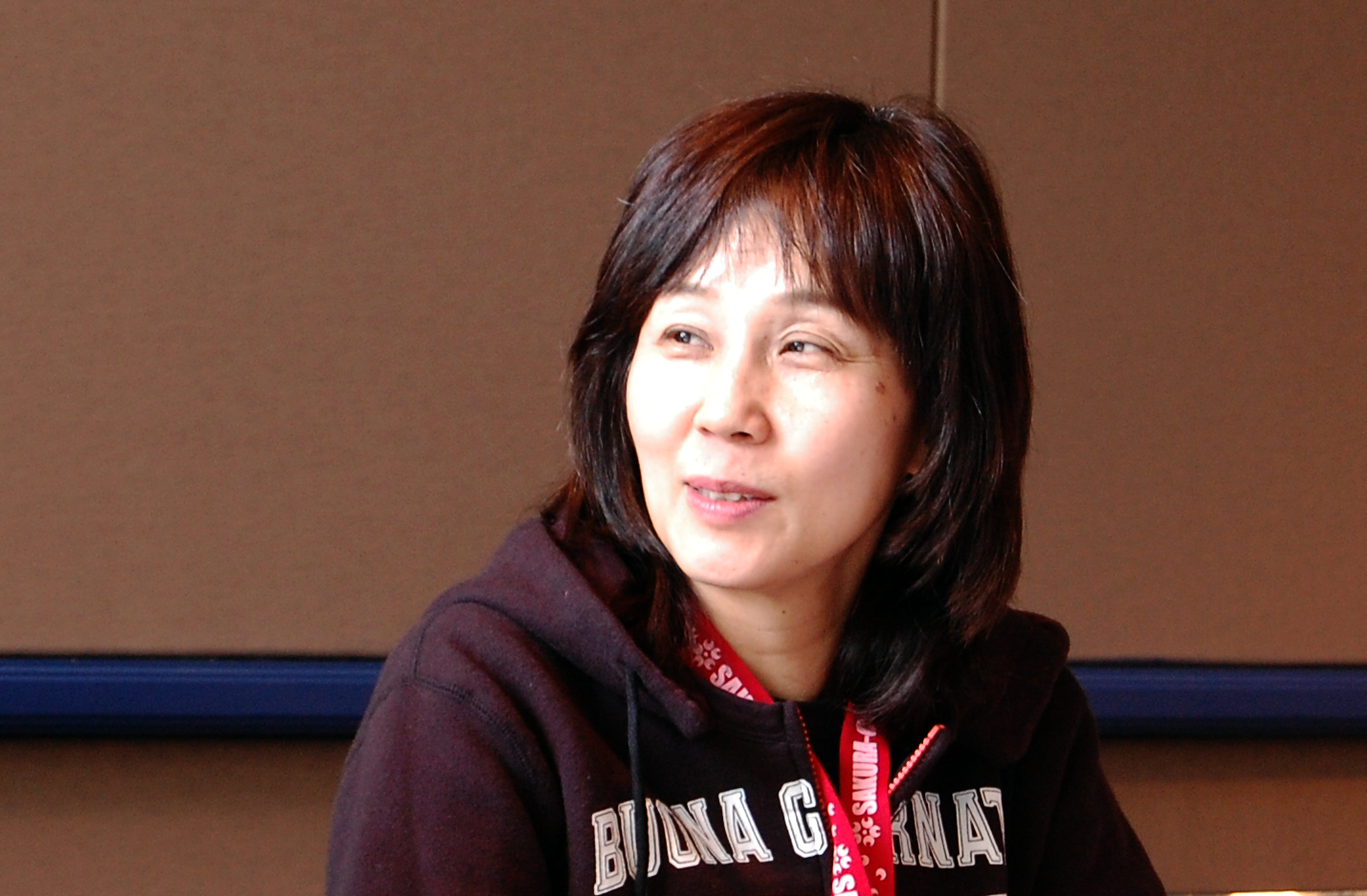
Shimamoto Sumi, diễn viên lồng tiếng Nhật của Nausicaä

Shinamoto Sumi là diễn viên lồng tiếng cho nhân vật Nausicaä. Bà đảm nhận vai diễn sau khi khiến Miyazaki Hayao ấn tượng với vai lồng tiếng cho nhân vật Clarisse của Rupan Sansei: Kariosutoro no Shiro. Patrick Drazen khen ngợi diễn xuất của Shinamoto trong cảnh Nausicaä ngăn một con côn trùng lặn xuống hồ chứa axit bằng cách dùng tay cản nó lại. Cô bị bỏng bởi axit và hét lên. Drazen mô tả tiếng hét là một thanh âm khiến "người nghe cảm động và nâng tầm cho lồng tiếng phim hoạt hình". Trong phiên bản lồng tiếng Anh của Walt Disney Pictures, Alison Lohman là người lồng tiếng cho nhân vật Nausicaä.

## Đón nhận
Trong một chương đề cập đến "sự mạnh mẽ của phụ nữ và kỳ ảo không gian", Nausicaä được mô tả là một "nhân vật nữ chính mạnh mẽ rút ra từ khuôn mẫu shoujo truyền thống". Điều này đã được nhà soạn kịch Ogita của nhà hát Takarazuka Kagekidan kể lại khi ông so sánh tác phẩm của mình với tác phẩm của Miyazaki. Với Ogita, điều quan trọng nhất là các nữ anh hùng của Miyazaki phải thuần khiết và trong trắng để nhấn mạnh chủ đề sự thanh sạch, sức mạnh, và tinh thần tự chủ. Nausicaä cũng được nhận xét là có "tinh thần dũng cảm và lành mạnh", "một ví dụ điển hình về mẫu phụ nữ "quyền lực"". Stig Høgset nhận thấy rằng chân dung của Nausicaä là quá hoàn hảo đến mức không thật. Susan J. Napier lập luận rằng Nausicaä là nữ anh hùng sử thi với uy quyền, năng lực, và đóng vai trò như một đấng cứu thế. Dẫu vậy, những mặt này không khiến cho cô trở nên phi thực tế mà thay vào đó là chân thực với một nhân vật thuộc thể loại sử thi. Tại thời điểm bắt đầu của bộ phim, Nausicaä được giới thiệu là có sự "hòa hợp giữa sự khôn ngoan và hồn nhiên cổ tích", tuy nhiên sự hồn nhiên ấy không phải bắt nguồn từ sự ngây thơ mà là say mê khoa học. Vào đầu câu chuyện, cô giết chết những chiến binh đã giết hại cha cô. Điều này khiến cho Susan "cảm thấy sốc thật sự". Yoshida Kaori chỉ ra những bằng chứng chứng minh Nausicaä "nam tính hơn là nữ tính". Khi cô báo thù cho cái chết của cha, khung cảnh mang một thông điệp nước đôi. Nó vừa gợi "sự chuyển mình mạnh mẽ", vừa khơi gợi "bài học về đạo đức" khiến cho Nausicaä sợ hãi sức mạnh của chính bản thân mình. Nausicaä sau này "cảm thấy hối hận vì sự trả thù" và quyết định trở thành nhà ngoại giao để ngăn ngừa những cuộc chiến có thể xảy ra giữa các thành bang. Dù là một chiến binh nhưng cô vẫn có những hành động đáng yêu như thuần hóa Teto và gọi mọi thứ là xinh đẹp, khác với nhân vật San của Công chúa Momonoke. Shimegi Hinaga cảm thấy thuần hóa Teto là ý niệm lờ mờ đầu tiên về "năng lực giao tiếp siêu nhiên" của Nausicaä. Thomas Zoth coi Nausicaä là "nữ anh hùng kiểu mẫu của Miyazaki" và cảm thấy đâu đó bóng hình của cô ở nhân vật Ashitaka, San và Quý cô Eboshi của Công chúa Momonoke.
Có nhiều luồng ý kiến khác nhau về việc liệu Nausicaä có tính dục hay không - Napier lưu ý rằng mối quan hệ giữa Nausicaä và Asbel "có khả năng là nam nữ", nhưng Yoshida Kaori nói rằng ngoại hình của Nausicaä "không được thiết kế để thu hút" ánh nhìn của đàn ông. Chất lượng của những đoạn băng fansub đầu tiên dẫn đến một tin đồn rằng Nausicaä không mặc quần. Yoshida trình bày giả thuyết của Murase Hiromi rằng Nausicaä đại diện cho hình tượng người mẹ thời kỳ hậu Oedipus. Susan J. Napier và Patrick Drazen lưu ý sự tương đồng về đặc điểm giữa nhân vật Kushana và Nausicaä: Napier mô tả Kushana là "bóng tối" của Nausicaä, nhận thấy rằng Kushana không bộc lộ bất cứ đức tính "dịu dàng, nữ tính" nào của Nausicaä, nhưng họ đều là những chiến lược gia đại tài. Drazen diễn tả sự đối lập này là "sự xung khắc nữ tính". Miyazaki mô tả hai nhân vật là "hai mặt của đồng tiền", nhưng Kushana có "những nỗi đau vừa hiện hữu, vừa sâu thẳm".
Nausicaä hiện diện như một đấng cứu thế và cũng hành động với tư tưởng làm thế nào để tương tác với thế giới tự nhiên. Sức mạnh của cô chính là bằng chứng cho "lẽ phải" và "phương thức tư duy". Không như những nhân vật khác muốn tránh xa hoặc phớt lờ khu rừng, Nausicaä lại có niềm đam mê nghiên cứu và trân trọng vẻ đẹp của khu rừng. Lucy Wright tin rằng thế giới quan của Nausicaä phản ánh thế giới quan của Thần đạo, như Norinaga Motoori bày tỏ: "trời đất và vạn vật ở đó không loại trừ bất cứ ngoại lệ kỳ lạ và huyền diệu nào khi được xem xét kỹ lưỡng." Wright tin rằng Nausicaä đóng vai trò như một "vị thần cứu chữa", khi cô trăn trở về khoảng cách giữa sự thanh sạch và tha hóa, cũng như chuộc tội cho lỗi lầm của người khác. Trong manga, khi Nausicaä gặp một lão hòa thượng nói với cô rằng "cái chết là điều không thể tránh khỏi", cô đáp lại rằng "Thần gió dạy cho chúng tôi rằng sự sống là quan trọng nhất! Và tôi yêu sự sống! Ánh sáng, bầu trời, con người, côn trùng, tôi yêu chúng hơn tất thảy mọi thứ!!" Sau này, cô đối đáp với Vệ binh mộ Shuwa, người nói với cô rằng cô ích kỉ khi từ chối chương trình thanh tẩy của Trái Đất cũ và chấp nhận hi sinh toàn bộ sự sống của thế giới cổ xưa: "Chúng tôi có thể biết được vẻ đẹp và sự tàn nhẫn của thế giới này mà không cần đến một nấm mộ khổng lồ cùng đám người hầu của nó. Vì vị thần của chúng tôi sống trong những phiến lá và côn trùng nhỏ nhất." Raphaël Colson và Gaël Régner thấy ở diễn văn một "thế giới quan mang đậm tinh thần Thần đạo". Khi thần binh được kích hoạt, nó chọn Nausicaä là "mẹ" và hỏi cô muốn tiêu diệt ai. Marc Hairston coi đó là chủ đề lặp đi lặp lại trong manga: Nausicaä được trao sức mạnh và phải đưa ra những quyết định đầy khó khăn. Vào năm 2000, Nausicaä đứng thứ 11 trong cuộc bầu chọn của Animax về nhân vật anime và manga được yêu thích. Con gái đầu của Jean Giraud được đặt tên theo nhân vật. Nhân vật Nakiami của Bōnen no Zamudo được lưu ý là có nhiều điểm tương đồng với Nausicaä.
Frederik L. Schodt tin rằng tính cách của Nausicaä trong phim "ngọt ngào hơn một chút, gần như ngốc nghếch" và chỉ ra rằng "tông giọng cao" và góc quay thấp cho thấy phần dưới váy của cô là nhằm để "nhấn mạnh vào 'sự dễ thương của thiếu nữ chưa dậy thì' với mục đích hoạt hình thương mại." Marc Hairston xem video ca nhạc 1995 "On Your Mark" như là "sự phóng thích mang tính biểu tượng" của Miyazaki về Nausicaä.
Raphaël Colson và Gaël Régner cảm thấy Nausicaä "trưởng thành hơn so với tuổi" vì trách nhiệm của bản thân, nhưng cũng vì cô cư xử chín chắn, tinh tế, ân cần và kiên định. Họ coi cô là "công chúa của chế độ phong kiến được lý tưởng hóa... được thần dân yêu mến và kính trọng,... được kẻ thù kính sợ và ngưỡng mộ." Nhân vật Rey của bộ phim 2015 Star Wars:Thần lực thức tỉnh được so sánh với Nausicaä khi cả hai đều có nhiều điểm tương đồng trong tính cách và đều đội mũ trùm đầu đặc trưng.